# Natatolana japonensis
Natatolana japonensis là một loài chân đều trong họ Cirolanidae. Loài này được Richardson miêu tả khoa học năm 1904.